# Torrsubstans

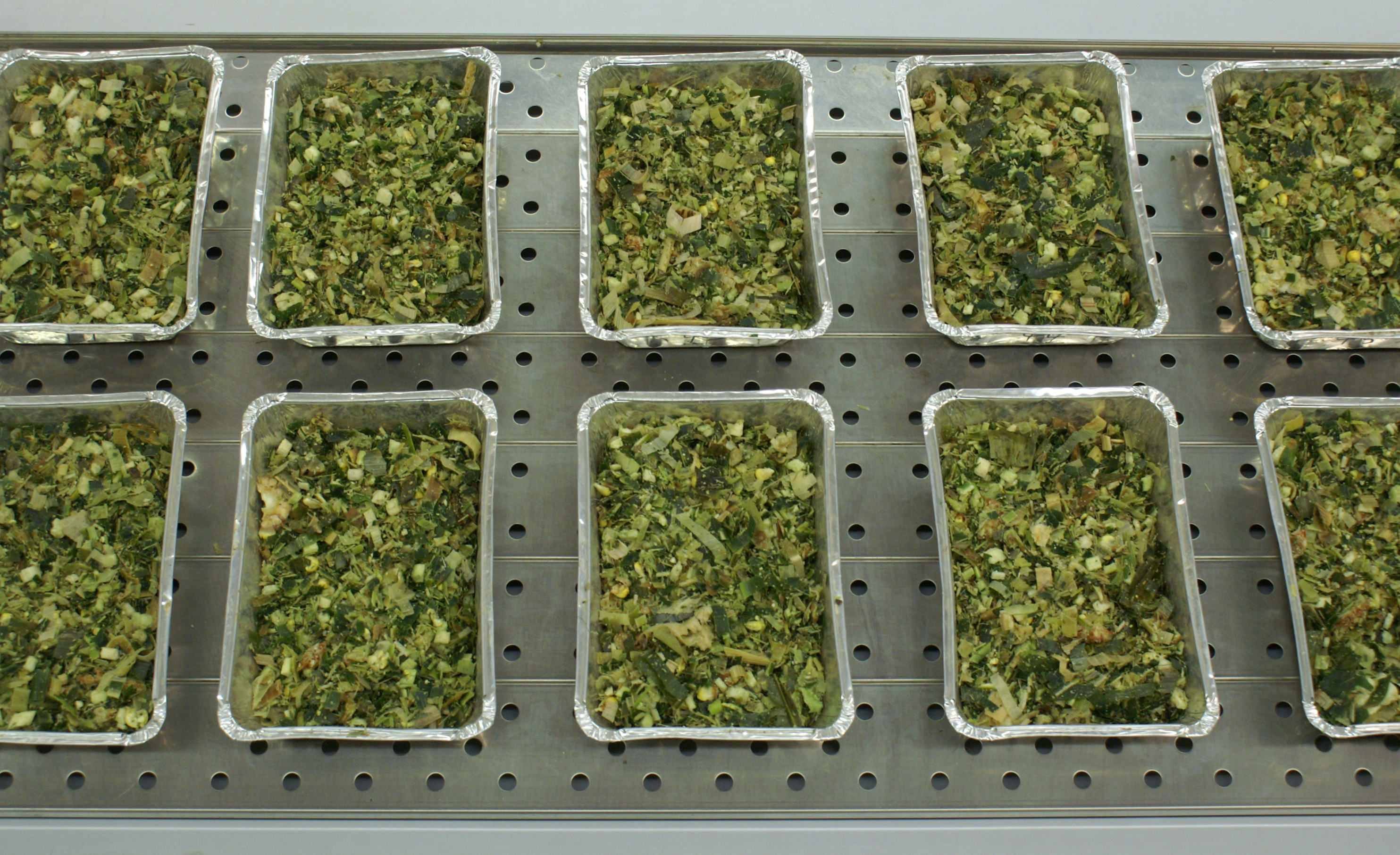
Bestämning av torrsubstans hos majsensilage.

Torrsubstans (förkortat ts) är den mängd torrt material som återstår efter fullständig torkning av materialet. Fullständig torkning erhålles normalt genom standardiserat torkningsförfarande i ugn vid 105 °C i 24 timmar.
Begreppet torrsubstans eller torrsubstanshalt (ofta bara torrhalt) användes i många sammanhang inom jordbruk och industri för att beskriva den andel av ett fuktigt material som inte avdunstar. Torrsubstanshalten (TH) relaterar till fukthalten (FH) enligt
{\displaystyle TH+FH=1}
Ofta uttrycks både torrsubstanshalten och fukthalten i procent.
Emedan fukthalt bara används som begrepp för fasta, porösa ämnen, används torrsubstansbegreppet också för lösningar eller suspensioner med ett stort antal olika (mer eller mindre odefinierade) substanser såsom massasuspension (mäld), svartlut och avloppsvatten.
Den flyktiga andelen kan innehålla också andra ämnen än vatten beroende på flyktigheten hos dessa andra ämnen. Fuktandelen utgörs härvid inte enbart av vatten.
Torrsubstansbegreppet (liksom fukthaltsbegreppet) är praktiskt när man dels inte känner de ingående komponenterna i detalj, dels när man vill ange vilken andel det fasta materialet har. För lösningar kan också koncentration av torrsubstans användas synonymt med torrsubstanshalt.

## Jordbruk
Inom jordbruket är till exempel torrsubstansen en benämning på den mängd stråfoder (hö eller ensilage) till djur inom jordbruket som skulle återstå om man tog bort allt vatten från stråfodret. Benämningen används för att lättare kunna jämföra olika foder från olika åkrar, skördar och tillverkare.
Ett högt torrsubstans-mått ger ett torrt foder som kan damma och göra djuren törstigare. Damm kan innehålla mögelsporer som kan göra till exempel hästar sjuka. Ett lågt torrsubstans-mått gör att fodret lättare möglar vid kontakt med syre.
Vilken torrsubstans som är önskvärd är beroende på vilken sorts djur man vill utfodra, vad de presterar och i vilken miljö de befinner sig. Till exempel klarar kor en lägre torrsubstans än hästar.
Torrsubstans är en av flera mått på ett stråfoders kvalitet, som mäts vid en så kallad foderanalys. Man mäter även fodrets näringsinnehåll, energiinnehåll, mängden smältbart protein, kalcium, fosfor, med mera. Resultatet på foderanalysen används för att hjälpa till att ge rätt fodergivor till sina djur.